# Fichu

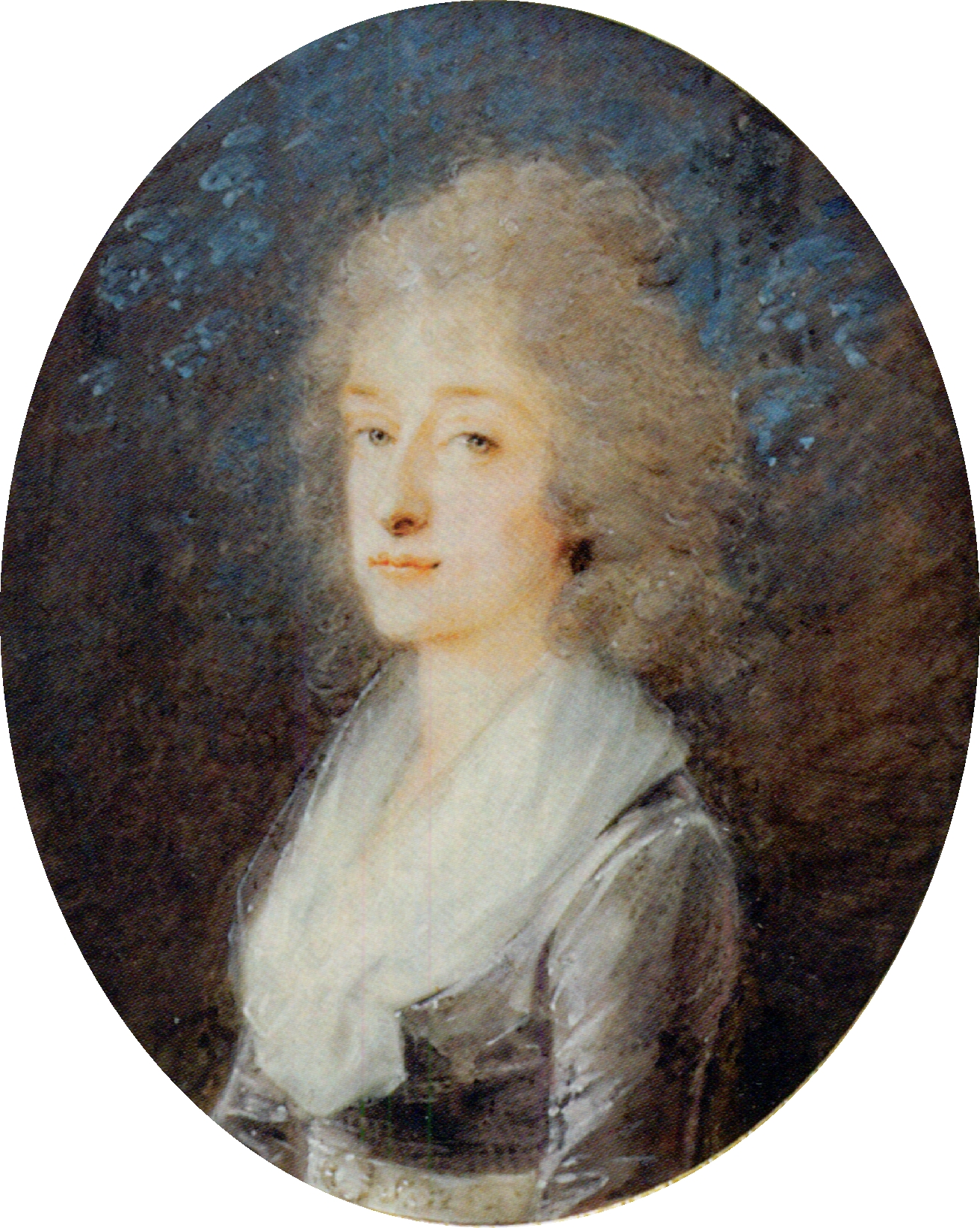
Przykład chusty typu fichu w modzie ogólnoeuropejskiej z końca XVIII w. Heinrich Friedrich Füger, Portret kobiety.

Fichu – typ naramiennej, trójkątnej lub prostokątnej chusty, charakterystyczny dla odzieży mieszczańskiej we Francji, noszony w okresie panowania mody na głębokie dekolty.
W drugiej połowie XVIII w. z ubiorów mieszczek zaadaptowany do mody dworskiej i powszechnie noszony w całej Europie pod wpływem mody francuskiej, w XIX w. stał się elementem stroju ludowego.

## Rozwój formy
Prostokątne chusty, wykonywane z płótna, ozdabiano początkowo skromnym, białym haftem. Czasami obszywano je falbankami lub koronką. W wersji strojnej fichu z przezroczystego lub półprzezroczystego jedwabnego szyfonu haftowano jedwabnymi czy metalowymi (srebrnymi i złotymi) nićmi m.in. w motywy floralne.
Fichu zawiązywano na szyi lub krzyżowano na piersiach i przewiązywano z tyłu w pasie bądź zatykano końce chusty za pasek. Warstwy tkaniny na piersiach mogła podtrzymywać biżuteryjna broszka.
Ogólnoeuropejska moda na noszenie chust naramiennych typu fichu osiągnęła apogeum w latach 80. XVIII w. Później spotykane były w odzieży niższych warstw społecznych i niektórych grup etnograficznych do lat 80. XIX w., kiedy ostatecznie wyszły z mody.

## Stroje ludowe
Chusta typu fichu stała się z czasem elementem charakterystycznym dla odzieży ludowej. Zachowała się do dzisiaj w strojach regionalnych takich prowincji francuskich, jak: Berry, Burbonia, Delfinat, Prowansja czy Turenia.